# Mayorga (Espagne)
Pour les articles homonymes, voir Mayorga.
Mayorga est une commune de la province de Valladolid dans la communauté autonome de Castille-et-León en Espagne.

## Sites et patrimoine

### Patrimoine religieux
- Église paroissiale de El Salvador.
- Église Santa María de Arbas (es).
- Église Santa María del Mercado.
- Église Santa Marina.
- Chapelle Santo Toribio.

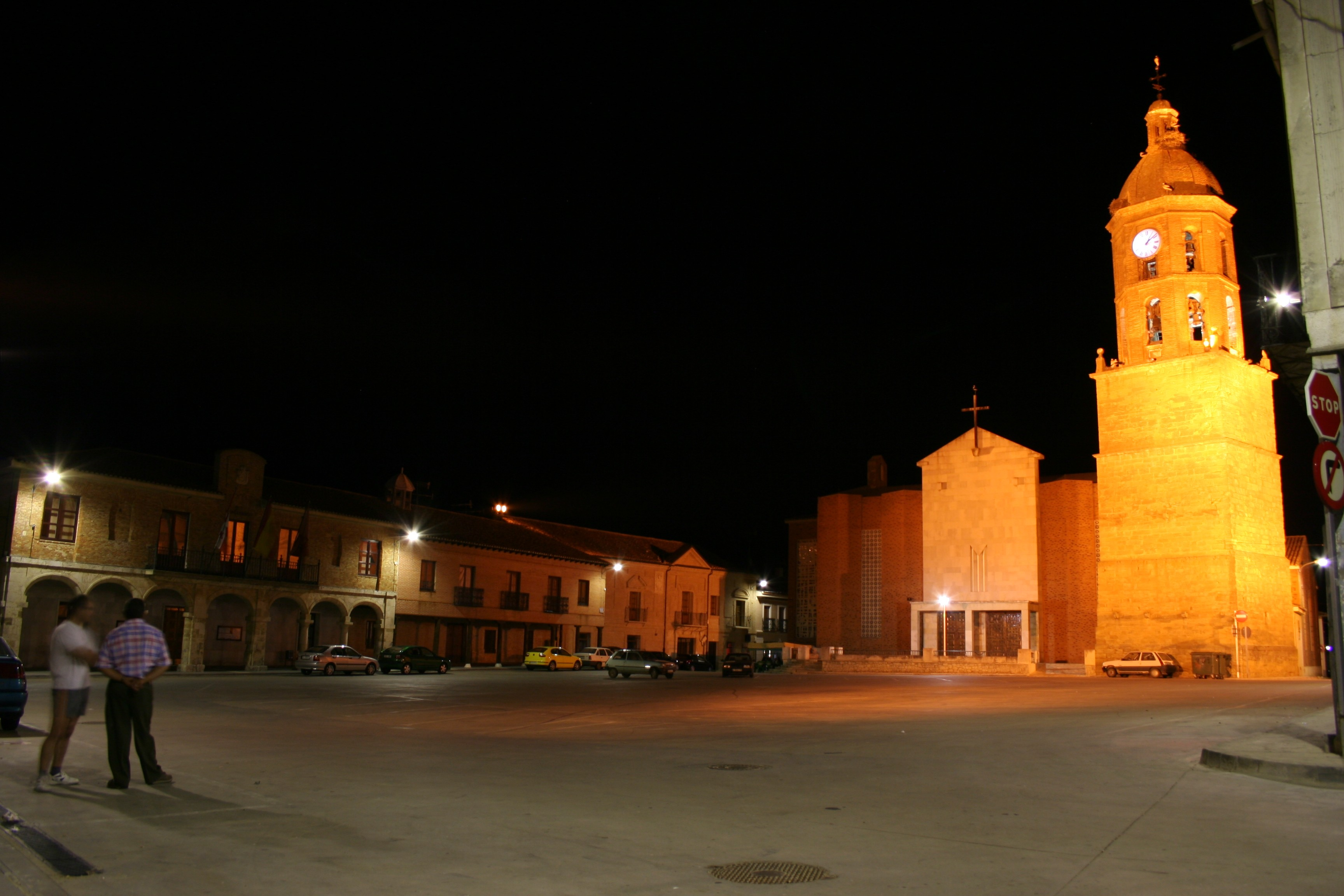
Église de El Salvador et la plaza mayor.
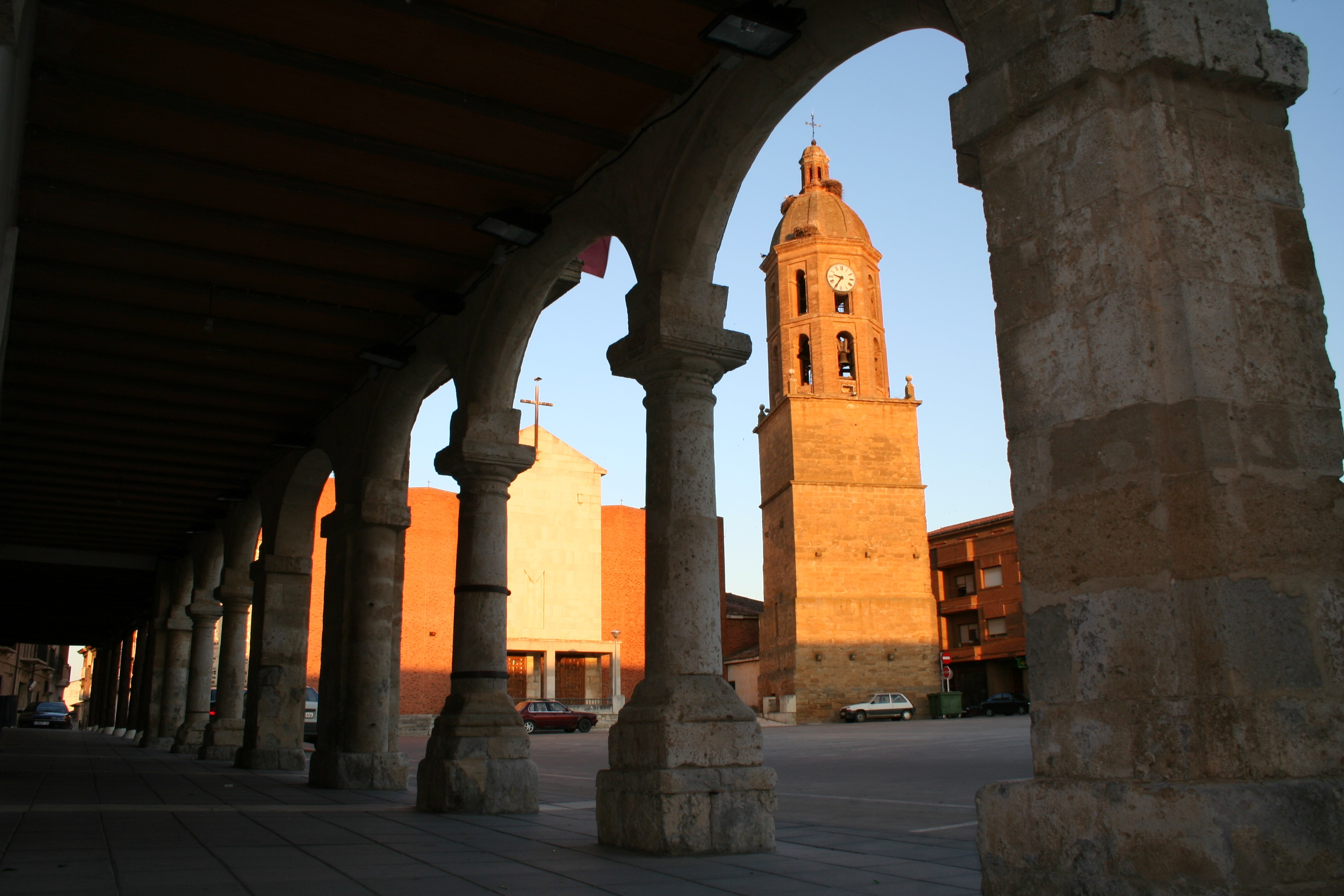
Église de El Salvador.
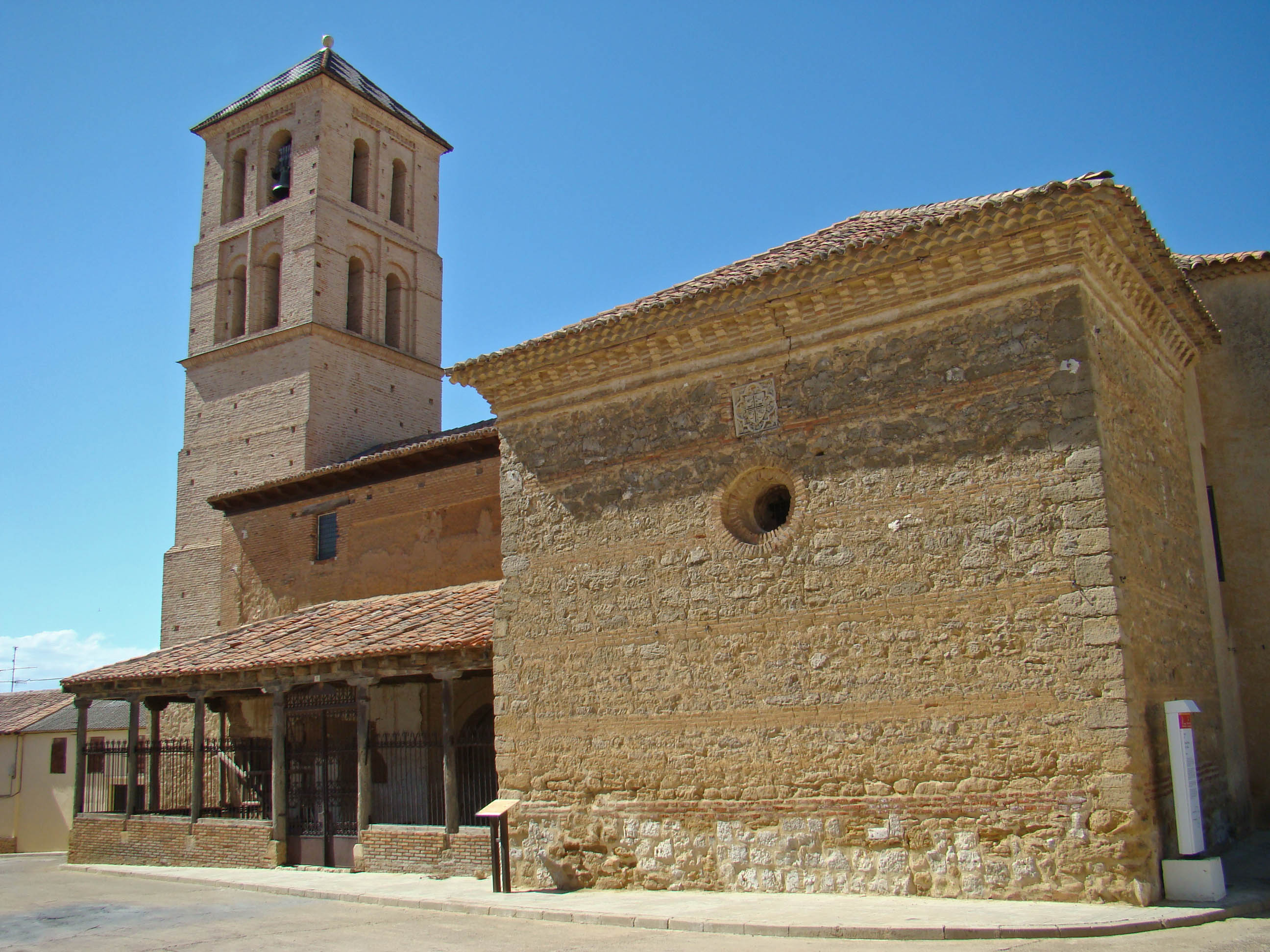
Église Santa María de Arbas.
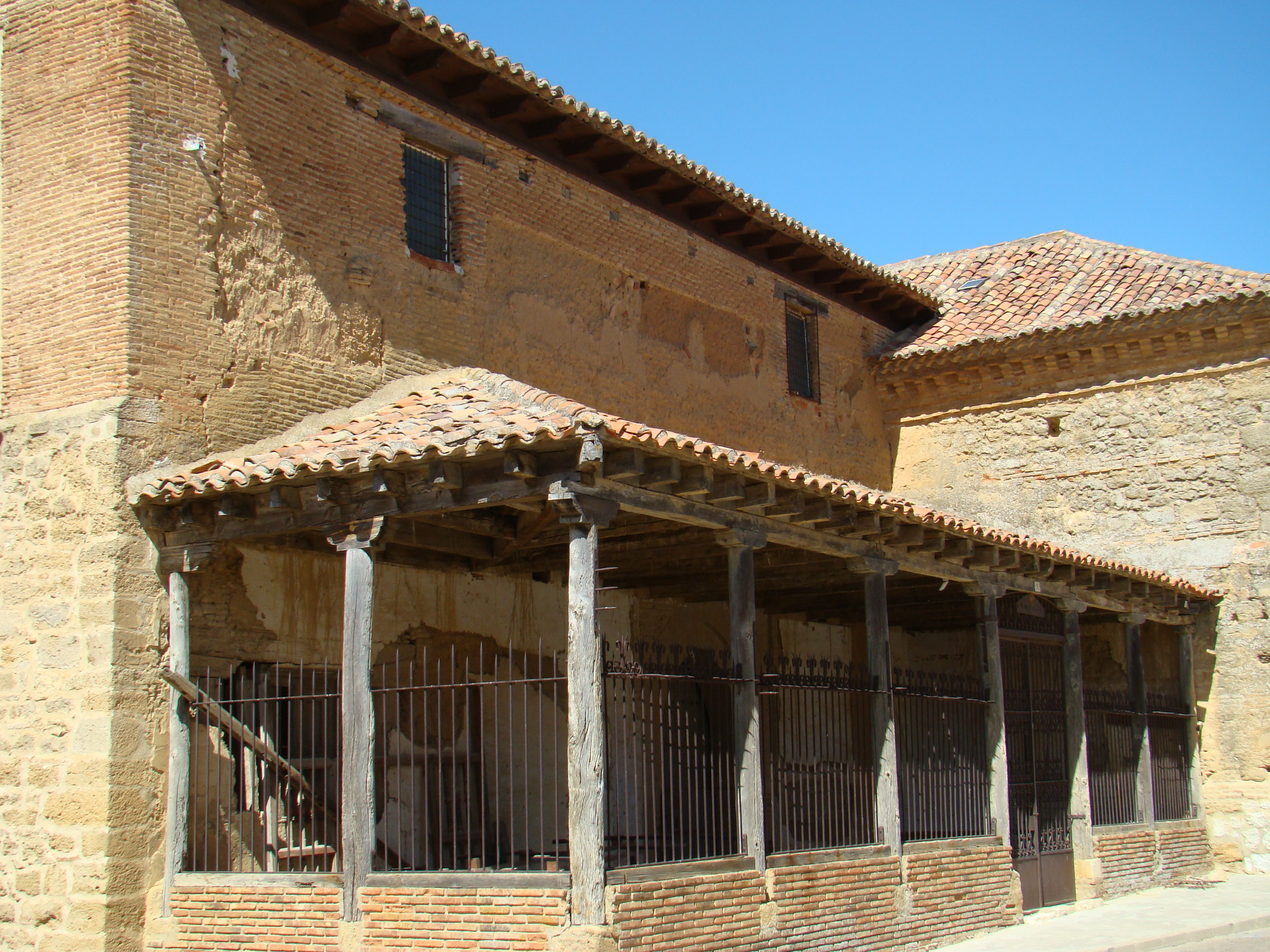
Église Santa María de Arbas.
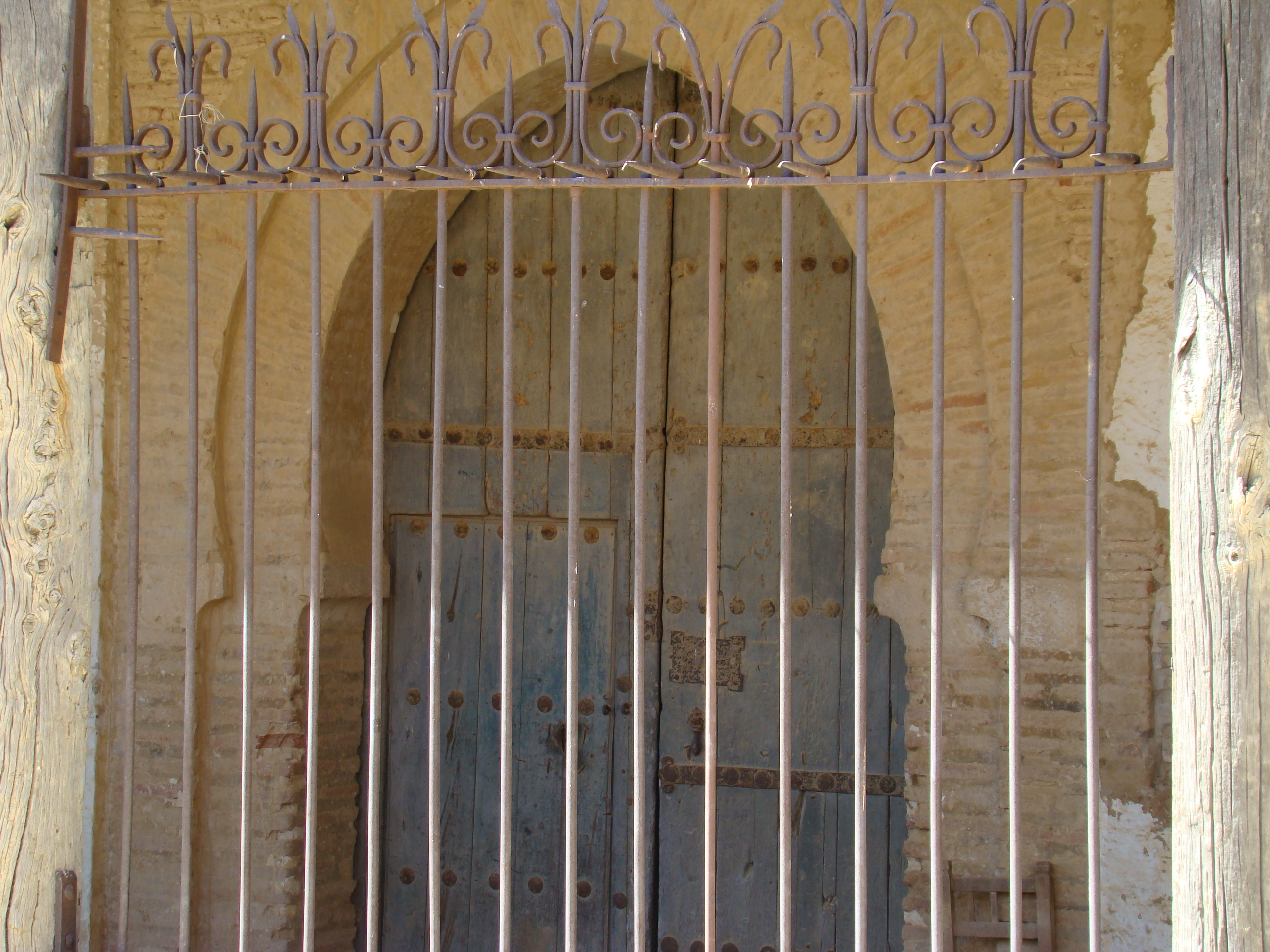
Église Santa María de Arbas. Porte de type mudejar.
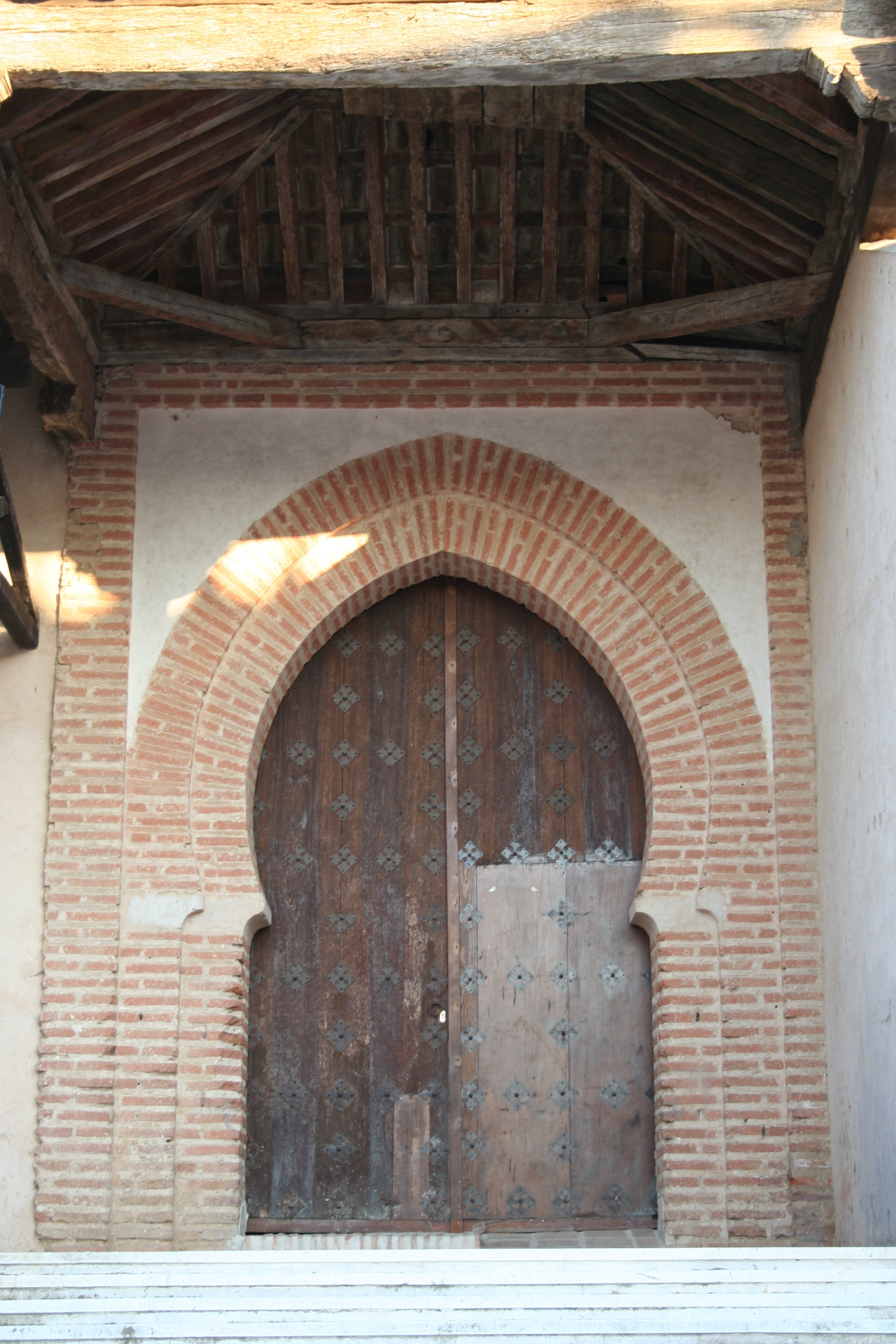
Église Santa Marina.
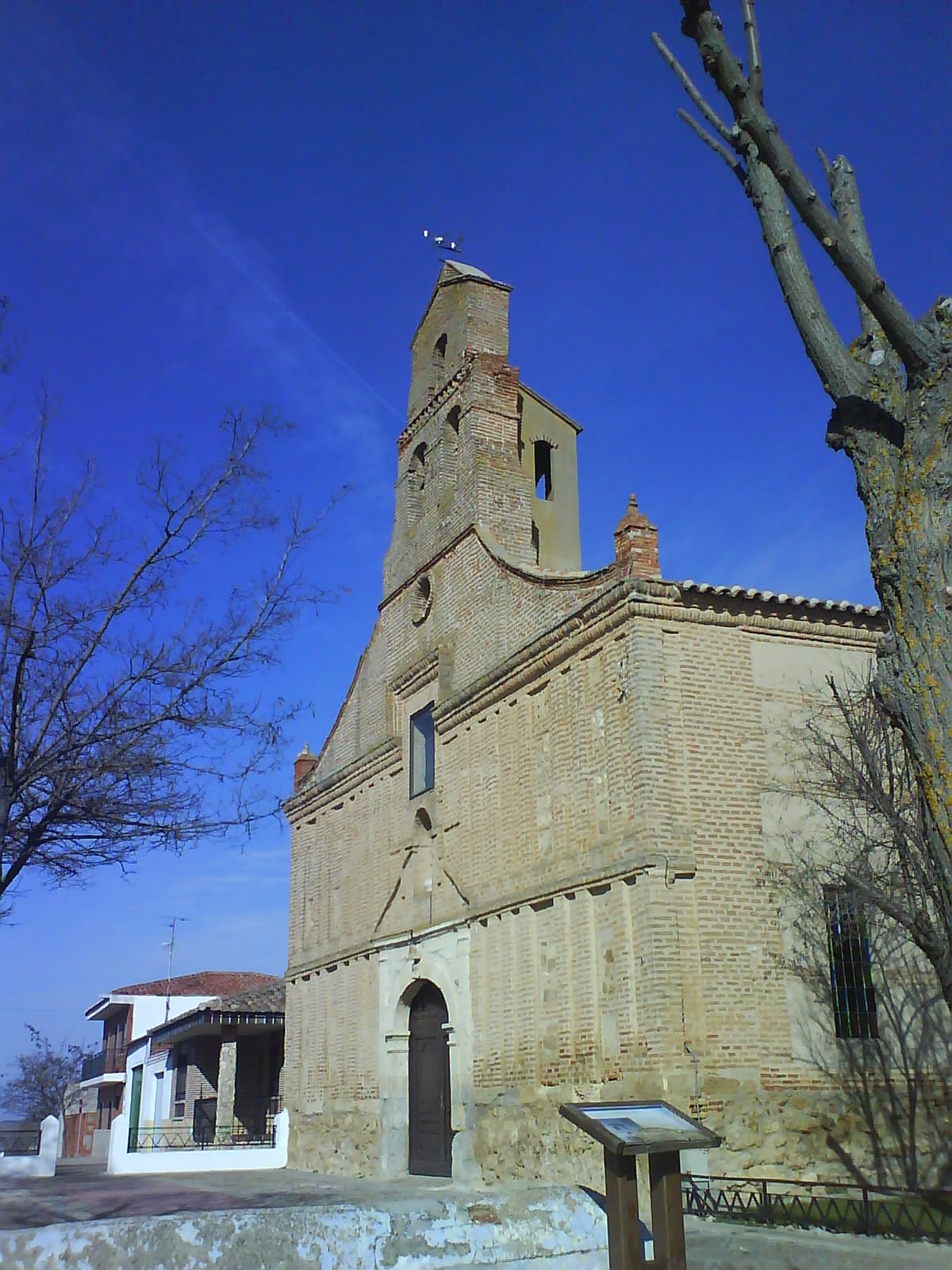
Chapelle Santo Toribio.

### Patrimoine civil
- Boîte aux lettres (buzon de correos), c'est la plus ancienne d'Espagne (1793).
- Rollo.
- Ancien palais de Pimentel (Antiguo palacio de Pimentel).
- Muraille (es), dont l'un des vestiges est un arc.
- Hôpital de San Lázaro.

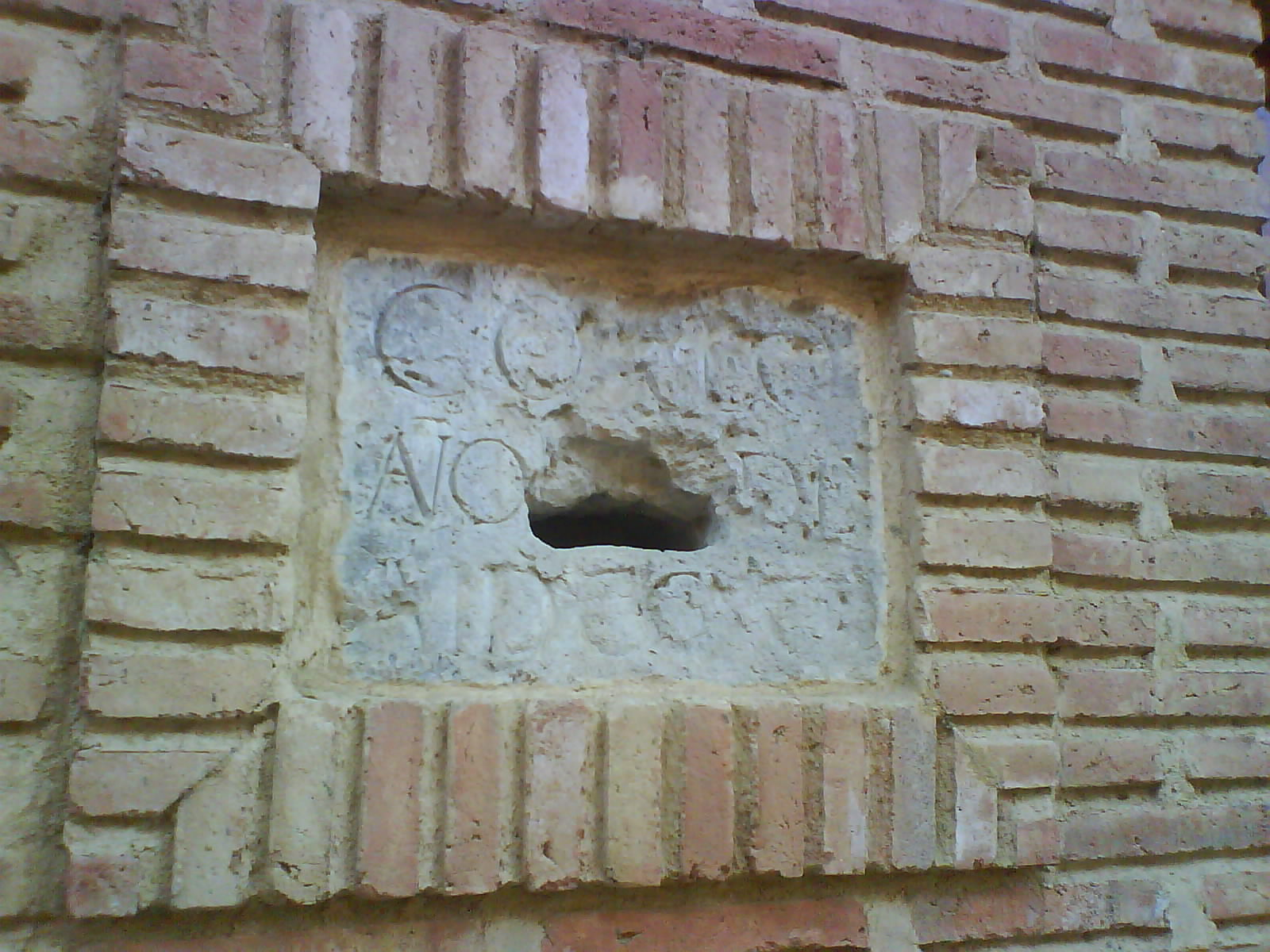
La boîte aux lettres.
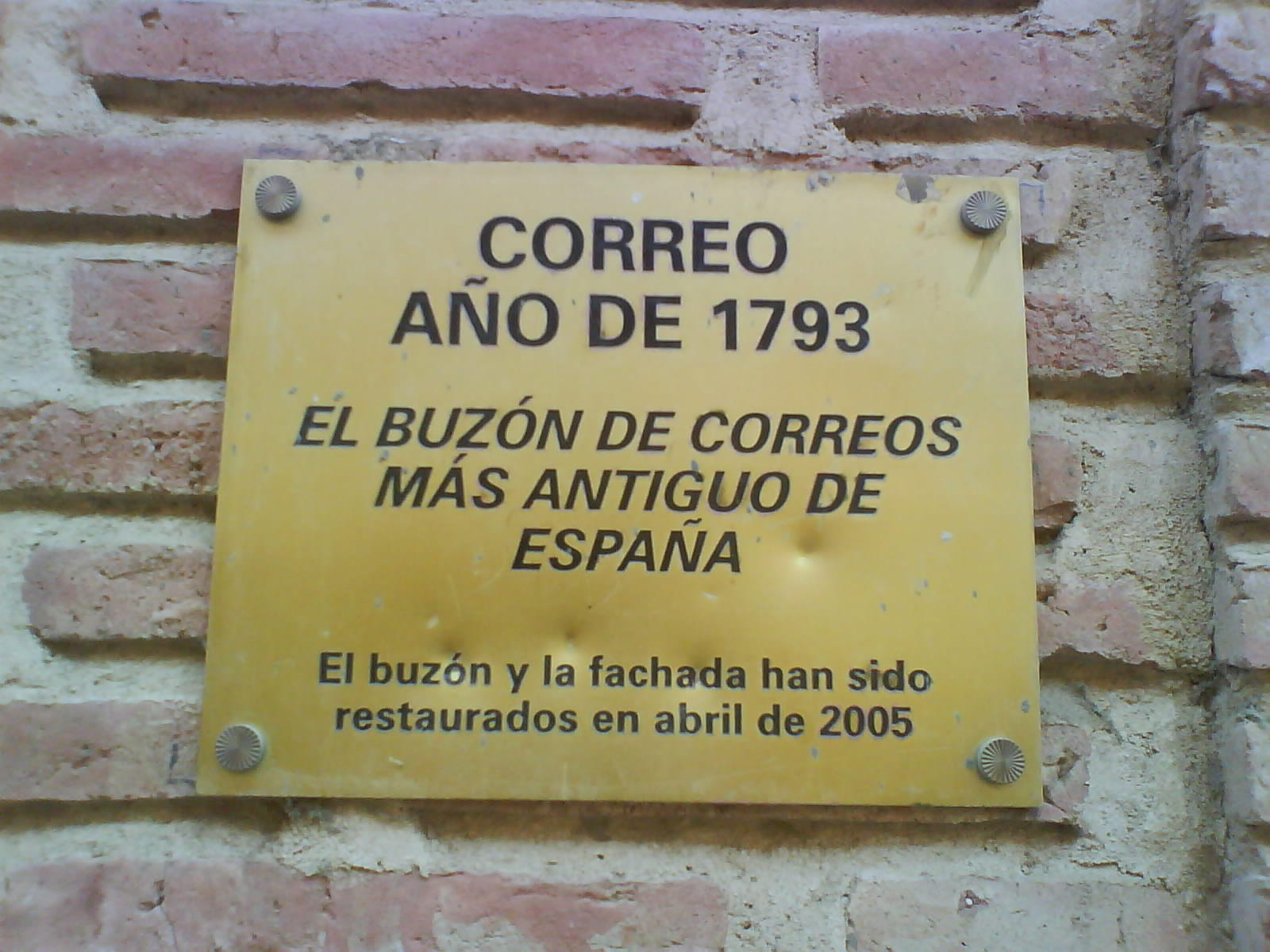
Plaque d'information.
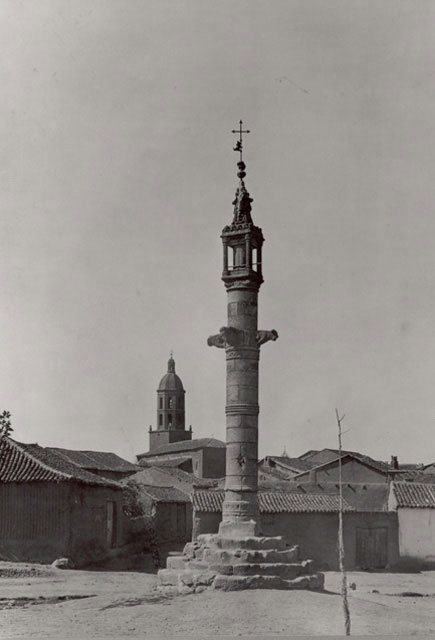
Rollo jurisdiccional. Fondation Joaquín Díaz.

### Musée
- Musée du pain (es).